# 元気をだそう!
元気をだそう!（げんきをだそう!）とは、2011年3月31日から同年4月27日頃にかけてテレビ東京系列（TXN）で放送していたクロスプログラム及びスポットCMの名称。

## 概要
- 2011年3月11日に発生した東北地方太平洋沖地震（東日本大震災）後の辛いニュース（余震や福島第一原発事故とそれに伴う報道など）が多く流れる中、番組を楽しみにしている子供たちに「少しでも元気を届けたい」という思いから子供向け19番組（アニメ15、バラエティ3、コンプレックス1）の出演者及びキャラクターからの応援メッセージを伝える5秒スポットを制作した[1]。
- シンボルマークは応援の象徴を表す旗。

## 参加番組
- 番組名・放送日時の後ろの名前はスポット出演者（キャラクター）。
- 放送日時はテレビ東京基準・プログラム実施時のもの。2つ記載されているものは左側が本放送、右側が再放送。

### テレビアニメ
- 銀魂'（月曜18:00 - 18:30） - エリザベス（声はなし）
  - コメントはプラカードで表に「一言いいたいことがある!」と書いてあり、裏返すと「元気をだそう!」のシンボルロゴという仕組みになっている。
- たまごっち!（月曜19:00 - 19:30/木曜7:30 - 8:00） - まめっち（声:釘宮理恵）
  - コメントは「たまとものみなさん、元気に行きましょう!」
- 遊☆戯☆王ZEXAL（月曜19:30 - 20:00/水曜18:00 - 18:30[2]） - 九十九遊馬、観月小鳥、武田鉄男（声:畠中祐、小松未可子、嶋田真）
  - コメントは「元気いっぱい、かっとビングだぜ!」（遊馬）→「みんな!」（小鳥、鉄男）
- BLEACH（火曜18:00 - 18:30）- 黒崎一護（声:森田成一）
  - コメントは「がんばろう、いっしょに」
- イナズマイレブン（水曜19:00 - 19:27） - 円堂守（声:竹内順子）
  - コメントは「元気出せ、日本!」
- SKET DANCE（木曜18:00 - 18:30） - スケット団（藤崎佑助/ボッスン、鬼塚一愛/ヒメコ、笛吹和義/スイッチ）（声:吉野裕行、白石涼子、杉田智和）
  - 映像は3パターン存在するが、コメントは微妙に言い回しが違っている。
    - パターン1（ボッスン）「スケットダンス、やっぱ元気が一番だよな!」
    - パターン2（ヒメコ）「スケットダンス、やっぱり元気が一番やで!」
    - パターン3（スイッチ）「スケットダンス、やっぱ元気が一番でーす」
- ポケットモンスター ベストウイッシュ（木曜19:00 - 19:30） - サトシ（声:松本梨香）、ピカチュウ（声:大谷育江）
  - コメントは「みんなも元気をゲットだぜ!」（サトシ）→「ピッピカチュウ![3]」（ピカチュウ）
  - 映像は3パターン存在するが、コメントは同じとなっている。
- NARUTO -ナルト- 疾風伝（木曜19:30 - 19:58） - うずまきナルト（声:竹内順子）
  - コメントは「みんな、元気出すってばよ!」
- とっとこハム太郎でちゅ（土曜9:00 - 9:30） - ハム太郎（声:間宮くるみ）
  - コメントは「みんな、とっとこ元気になるのだ!」
- ジュエルペット サンシャイン（土曜9:30 - 10:00） - ルビー（声:斎藤彩夏）
  - コメントは「元気の魔法、サンシャイン!ジュエルペットも応援してるよ!」
- プリティーリズム・オーロラドリーム（土曜10:00 - 10:30/火曜7:30 - 8:00[4]） - 春音あいら（声:阿澄佳奈）
  - コメントは「みんないっしょにハピ☆ラキGO![5]」
- FAIRY TAIL（土曜10:30 - 11:00/木曜17:30 - 18:00） - ハッピー（声:釘宮理恵）
  - コメントは「みんなで力を合わせよう!」
- メタルファイト ベイブレード 4D（日曜8:30 - 9:00） - 鋼銀河（声:金田アキ）
  - コメントは「みんな、元気出そうぜ!ゴー、シュート!」[6]
- 爆丸バトルブローラーズ ガンダリアンインベーダーズ（日曜9:00 -9:30） - 空操弾馬（ダン）（声:小林ゆう）
  - コメントは「爆丸を見てみんな、元気出そうぜ!」
- 毎日かあさん（日曜17:30 - 18:00） - かあさん、とうさん、ぶんじ、ふみ（声:森公美子、田口浩正、園崎未恵、藤井結夏）
  - コメントは「みんな」（かあさん）→「元気出していきましょう!」（全員）
  - ぶんじがシンボルの旗を振っている。

### バラエティ番組
- ピラメキーノ（月曜 - 金曜18:30 - 19:00） - はんにゃ（金田哲、川島章良）、フルーツポンチ（亘健太郎、村上健志）、ピラメキパンダ
  - コメントは「みんな、元気出そうぜ!」（はんにゃ金田）→「ピラメキーノ!」（はんにゃ川島、フルーツポンチ）
- サキよみ ジャンBANG!（金曜18:00 - 18:30） - 南明奈、アメリカザリガニ（柳原哲也、平井善之）
  - コメントは「ジャンBANG見て、元気出すDARO!」
- ポケモンスマッシュ!（日曜7:30 - 8:30） - TIM（ゴルゴ松本、レッド吉田）、ロバート（秋山竜次、馬場裕之、山本博）中川翔子、桃瀬美咲、ハナ・ワット、マリアイスラエル・チャルディーニ、ミジュマル（声:下屋則子[7]）、ゾロアーク（声:相馬幸人）
  - 映像は19番組中最多の5パターンが存在しているが、コメントはそれぞれ違う。
    - パターン1（5秒）、パターン2（30秒）「今日も元気に!」（ゴルゴ）→「ポケモンスマッシュ!」（全員）（パターン2はこの後に番組のコーナー「ポケモンクイズバトル」の参加者を番組ナレーターの木村匡也が募集告知するというもの）
    - パターン3（中川翔子･15秒）「ポケモーニング!」（ゴルゴ）→「ポケモーニング!」（全員）→「今日も元気に!」（中川）→「ポケモンスマッシュ!」（全員）→
「しょこたん!君の元気を見せてくれ!」（ゴルゴ）→「ハイ、行きまーす!元気にがんばろうね!」（中川、特技のヌンチャクをブルース・リー[8]のものまねをしながら）
    - パターン4（桃瀬美咲･15秒）「ポケモーニング!」（ゴルゴ）→「ポケモーニング!」（全員）→「今日も元気に!」（中川）→「ポケモンスマッシュ!」（全員）→
「よし、ミサキ!君の元気を見せてくれ!」（ゴルゴ）→「ハイ、インファイト!」（桃瀬、空手[9]の板割りを披露）
    - パターン5（山本博･15秒）「ポケモーニング!」（ゴルゴ）→「ポケモーニング!」（全員）→「今日も元気に!」（中川）→「ポケモンスマッシュ!」（全員）→
「よし、山本隊員!君の元気を見せてくれ!」（ゴルゴ）→「オッシャー、追い込め～!」（山本、シャドーボクシング[10]をしながら）→「ミネズミならぬミヒロシ!」（山本、シャドーボクシング後に発した一発ギャグ）

### コンプレックス
- おはコロっす!（土曜8:30 - 9:00） - オードリー（春日俊彰、若林正恭）、ケシカスくん、切札勝太、ボン・ビー太、木下ベッカム
  - コメントは「おはコロっす!見れば、元気百倍だ!」（オードリー）

## 参加していない番組
テレビ東京系列（TXN）のアニメをはじめとする子供向け番組でも下記のように不参加となっているケースがある。
- ケロロ軍曹アンコール!（火曜17:30 - 18:00）

純然たる再放送のため。
- のりのり♪のりスタ（水曜7:30 - 8:30）

テレビ東京と小学館集英社プロダクションの制作だが、『はっぴーカッピ』と『リルぷりっ』がミニアニメ扱いのため。
- ダンボール戦機（水曜19:27 - 19:55）
- ディズニータイム（金曜7:30 - 8:00）

ウォルト・ディズニー・テレビジョン・インターナショナル制作のため。
- 系列局制作のアニメ番組
  - しまじろうヘソカ（月曜7:30 - 8:00） - テレビせとうち制作
  - カードファイト!! ヴァンガード（土曜8:00 - 8:30/月曜17:30 - 18:00） - テレビ愛知制作

上記の番組に加えて、いわゆる「深夜アニメ」とされる番組群の参加も行われていない。

### 特殊なケース
『おはスタ第2部』（月曜 - 金曜7:05 - 7:30）は直接参加していないが、震災直後の3月14日放送分の冒頭で山寺宏一（宮城県塩竈市出身）が被災者に対するお見舞いと節電などの対応を視聴者に呼びかけ、「こういう時だからこそ、みんな、元気出していきましょう!」とコメントした。

## 放送時間帯・期間
- 主にアニメの放送時間帯を中心に「このあとすぐ!」の告知に代わって放送されたほか、ランダムでもオンエアされた。
- あにてれのホームページでは引き続き閲覧可能だったが、flash動画の終了によりサポートは現在終了している。
- このプログラムは4月27日をもって終了し、翌週開始の『イナズマイレブンGO』のカウントダウン告知スポットに移行した[17]。
  - 『おはコロっす!』では7月頃まで引き続き放送されていた。
  - 『銀魂'』でも同様に、移行後ではあったが5月2日（第206話）において1度だけ放送された。
- 5月1日から7月までは「地デジ 7チャン[18]」の5秒スポットが放送されていた。